# Zopten
Zopten ist ein Ortsteil von Probstzella im Landkreis Saalfeld-Rudolstadt in Thüringen.

## Geografie
Das Dorf liegt im Tal der Zopte, die 1,5 Kilometer östlich des Ortes in Probstzella in die Loquitz mündet. Der Ort befindet sich 350 Meter ü. NN. Der Ort wird wegen seines Höhenunterschieds in Ober- und Unterzopten getrennt. Die Gemarkung umfasst 407,99 Hektar.

## Geschichte
Am 9. März 1323 wurde der Ort erstmals urkundlich genannt. Zwei mittelalterliche Siedelhöfe entwickelten sich getrennt als jeweils ein Weiler. Der Ortsname wurde dem Fließgewässer entlehnt, welcher sich vom slawischen Wort *sopotъ „Quelle, Dampf, Wasserfall“ ableitet. Mitte des 15. Jahrhunderts bestand dann ein Rittergut der Familie Ratzenberger. Conrad Ratzenberger auf Zopten war um 1446 der Erste seines Geschlechtes, der den unteren Siedelhof besaß, welcher ein Lehen der Benediktinerabtei zu Saalfeld war und dies bis zur Säkularisation blieb. Mit seinem Ururenkel Hans Wilhelm von Ratzenberg, der ein Lehensmann der ernestinischen Herzöge von Sachsen war, endet spätestens 1615 die Sesshaftigkeit der Ratzenberger auf dem unteren Siedelhof in Zopten. Dieses kleine Rittergut wurde vom sächsischen Amt Probstzella übernommen und an Gutspächter übergeben. Zopten gehörte im Mittelalter territorialpolitisch zur Grafschaft Orlamünde - Lauenstein, vom 15. Jahrhundert bis 1682 zum sächsischen Amt Zella und danach zum Amtsbezirk Gräfenthal. Vom oberen Siedelhof waren noch bis Ende des 19. Jahrhunderts barocke Gemäuer erkenntlich, die wegen Baufälligkeit abgebrochen werden mussten. Auf seinem Gelände befand sich um 1890 eine Brauerei. 1862 wohnten in Zopten 49 Familien mit 238 Personen, die in der Landwirtschaft und in Schieferbrüchen arbeiteten.
Mit Eröffnung der Bahnstrecke Probstzella–Bock-Wallendorf am 15. Oktober 1898 erhielt Zopten mit der gleichnamigen Station einen Eisenbahnanschluss. Am 22. Januar 1997 wurde der Reiseverkehr im Streckenabschnitt Ernstthal–Probstzella eingestellt, am 1. Juli 2006 wurde dieser Abschnitt stillgelegt.
1957 erfolgte die Eingemeindung nach Probstzella.